# The Sonny & Cher Comedy Hour
The Sonny and Cher Comedy Hour (1971-1974) fue un programa televisivo protagonizado por el expolitico y senador Salvatore Phillip Bono (Sonny Bono) y su esposa, la cantante norteamericana Cher, el programa se estrenó en 1971 por la cadena estadounidense CBS.
Contaba con la presencia de personajes invitados y era muy popular en los 70's hasta que sus anfitriones se separaron en 1974, entre el elenco, también participaba la hija de la pareja, Chastity Bono.

## The Sonny & Cher Comedy Hour (1971 - 1974)

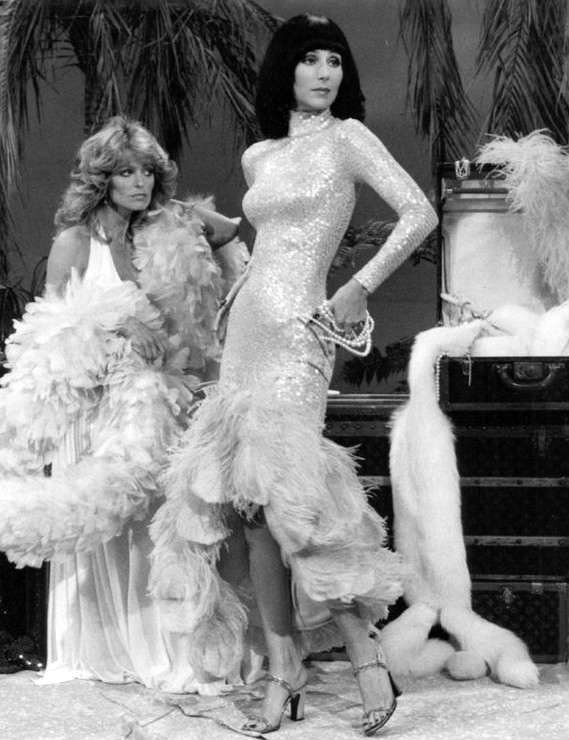
Cher (delante) con la actriz Farrah Fawcett (detrás) en The Sonny & Cher Show 1976.

En 1971, Sonny y Cher habían dejado de producir singles de éxito como dúo. El primer largometraje de Cher, Chastity, no fue un éxito, y el dúo decidió cantar y contar chistes en clubes nocturnos de todo el país. El jefe de programación de la CBS, Fred Silverman, los vio una tarde y les ofreció su propio espectáculo. Originalmente, se suponía que la Sonny & Cher Comedy Hour sería una serie de reemplazo de verano, pero las altas audiencias dieron a Silverman una razón suficiente para traerla de vuelta ese año, con un lugar permanente en la parrilla. El espectáculo fue grabado en CBS Television City en Hollywood.
El espectáculo fue un éxito Top 20 en las calificaciones de toda su carrera. Cada episodio se abriría con la canción del tema del espectáculo, que pasaría a las primeras notas de "The Beat Goes On". En cada episodio, Sonny intercambiaba bromas con Cher, lo que permitía a Cher decir que Sonny era cómico. Sketches de comedia seguirían, mezclados con números musicales. Al final de cada episodio, Sonny y Cher cantaban su éxito "I Got You Babe" a la audiencia, a veces con la hija Chastity Bono a cuestas.
Hubo muchos miembros del reparto regulares que aparecieron en bocetos. Algunos notables incluyen a Teri Garr, Murray Langston (quien más tarde encontró breve fama como "The Unknown Comic" en The Gong Show) y Steve Martin (quien también se desempeñó como uno de los escritores del programa). Regulares incluidos:
- Peter Cullen (1971-1974)
- Freeman King (1971-1974)
- Murray Langston (1971-1974)
- Clark Carr (1971-1972)
- Tom Solari (1971-1972)
- Ted Zeigler (1971-1972)
- Steve Martin (1972-1975)
- Billy Van (1973-1976)
- Bob Einstein (1973-1974)
- Teri Garr (1973-1974)

Entre los muchos invitados que aparecieron en The Sonny & Cher Comedy Hour se encontraban Carol Burnett, George Burns, Glen Campbell, Tony Curtis, Bobby Darin, Phyllis Diller, Farrah Fawcett, Merv Griffin, The Jackson 5, Jerry Lee Lewis, Ronald Reagan, Burt Reynolds, The Righteous Brothers, Dinah Shore, Sally Struthers, The Supremes, Chuck Berry y Dick Clark. El espectáculo estaba programado para volver para una cuarta temporada en octubre de 1974. Sin embargo, Sonny y Cher se separaron ese otoño, lo que supuso la cancelación del espectáculo. En 2004, se lanzaron episodios seleccionados de The Sonny & Cher Comedy Hour en un juego de tres discos en DVD de la Región.

## Rutinas recurrentes
The Vamp Sketch: una secuencia que presenta al menos tres mini-skits con Cher interpretando a mujeres famosas en la historia (por ejemplo: Cleopatra; Nefertiti; Marlene Dietrich), cada una precedida por Cher en un escenario de salón sobre un piano vertical de estilo antiguo con Sonny simulando tocar, cantando un verso de la canción entre cada mini-sketch (la letra usualmente configura el siguiente mini-sketch), seguido por el coro "She was a scamp, a camp and a bit of a tramp, she was a V-A-M-P, vamp" (en español: «Ella era una vagabunda, un campamento y un poco vagabundo, ella era una VAMP, vampiro»). Terminaba con todos los personajes de cada sketch (incluso Sonny y Cher, a través del engaño de la cámara, en sus respectivos disfraces), todos convergiendo para cantar juntos el coro final. En temporadas posteriores, el sketch de Vamp fue reemplazado por "Shady Miss Lady Luck", un grupo similar de mini sketches enmarcados por Cher en un entorno estilo Las Vegas. 
Sonny's Pizza: Sonny es el dueño de una pizzería cuya comida, según casi todos, excepto el mismo Sonny, no es apta para ser consumida. (El logo en la puerta de entrada se complementa con el eslogan "No creerás que comiste todo", una obra de teatro sobre el entonces popular comercial Alka-Seltzer). 
Mr. & Ms.: Este sketch con gender-bending con Cher como el sostén económico del hogar, trabajando como ejecutivo de negocios y vistiendo un traje de tres piezas. Volvía a casa con Sonny, un asediado marido de casa que solía quejarse de lo malo que había sido su día. 
The Fortune Teller: Cher dentro de una máquina expendedora de adivinación. Cuando Sonny ingresaba una moneda para escuchar su fortuna, ella le daba malas noticias o insultos, pero cualquier otra persona, especialmente la estrella invitada de una semana, obtendría una buena fortuna que casi de inmediato se haría realidad. 
En The Laundrette: Un sketch en la lavandería con Cher interpretando a Laverne, una ama de casa con un polémico sentido de la moda, haciendo chistes a la seria Olivia, interpretada por Garr.

## The Sonny Comedy Revue
En 1974, Sonny y Cher acordaron terminar el espectáculo ya que se estaban separando el uno del otro. Su intervalo de tiempo se le dio a Tony Orlando y Dawn el próximo otoño. Ambos protagonizaron shows de variedades por separado en los siguientes dos años. La serie de variedades de Sonny Bono en 1974, The Sonny Comedy Revue, encabezó la lista de ABC Sunday Night, pero duró solo 13 episodios. Si bien retuvo al equipo creativo detrás de The Sonny & Cher Comedy Hour, el esfuerzo en solitario de Bono fue en gran parte una víctima del débil intervalo de tiempo del programa y los éxitos establecidos que enfrentaron en la NBC y la CBS. Inicialmente, la gente asumió que su show sería el mayor éxito cuando se supo que Cher iba a aparecer en su propio programa en la CBS. [¿Por quién?]

## Cher "The Cher Show"

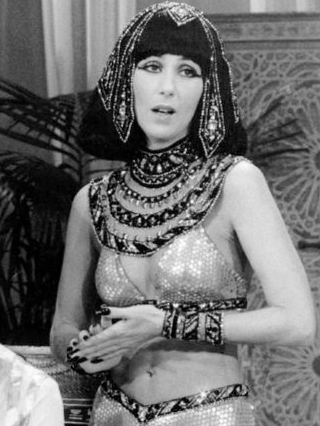
Cher se convirtió en la primera artista en mostrar el ombligo en la televisión estadounidense en 1975.

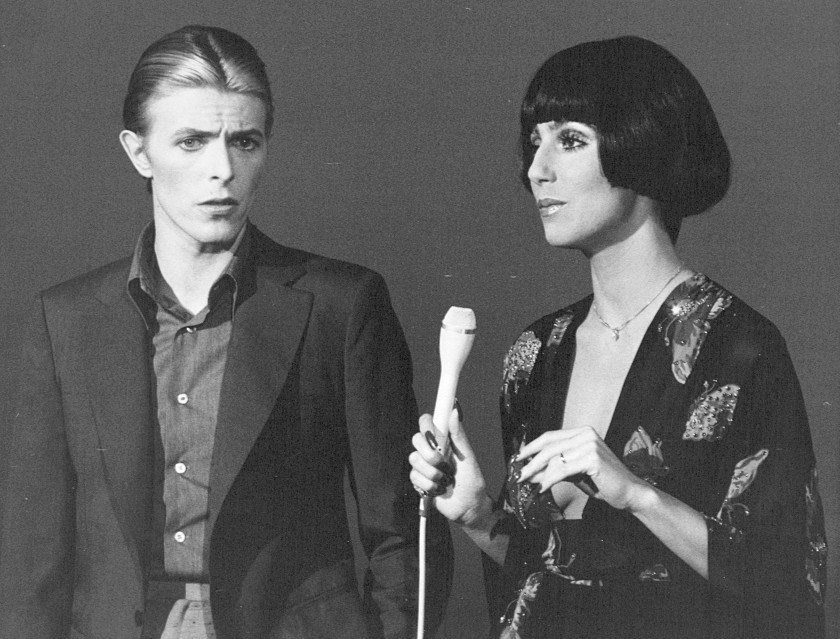
Cher y David Bowie en The Cher Show; 1975.

Comenzando a principios de 1975, Cher también regresó a la televisión en cadena con su espectáculo de variedades en solitario, titulado Cher, que también se emitió en la CBS. Lo hizo bien durante su ejecución abreviada y se renovó para la temporada 1975-76. Sin embargo, durante la segunda temporada Cher decidió terminar el show para trabajar nuevamente con Sonny. Aunque el show de Sonny tenía a todos los actores y el equipo de la hora de la comedia y se esperaba que fuera el más exitoso, el show de Cher se convirtió fácilmente en el mayor éxito en las calificaciones. Debido a contratos, Cher no pudo realizar muchos de sus bocetos y personajes de la hora de la comedia en su programa; Sonny los tenía en su programa, en cambio. Entre los muchos invitados que aparecieron en el show de Cher estuvieron Bette Midler, Elton John, Pat Boone, David Bowie, Ray Charles, Steve Martin, The Jackson 5, Tina Turner, Dion, Wayne Newton, Linda Ronstadt, Flip Wilson, Lily Tomlin, Frankie Valli, Tatum O'Neal,  Raquel Welch, Wayne Rogers, y Labelle.

## The Sonny & Cher Show(1976–1977)
En febrero de 1976, tras la amargura de su divorcio, la pareja se reunió para un último intento con The Sonny and Cher Show. Esta encarnación de la serie fue producida por veteranos escritores de variedades musicales, Frank Peppiatt y John Aylesworth. Básicamente era el mismo formato que su primera serie de variedades, pero con diferentes escritores para crear nuevos bocetos y canciones. Las conversaciones iniciales del dúo fueron notablemente más moderadas e hicieron referencias humilladas al divorcio de la pareja, así como el posterior matrimonio de Cher con Gregg Allman (durante la producción, Cher estuvo embarazada y finalmente dio a luz al hijo de Allman, Elijah). Algunas bromas se volverían incómodas; en un segmento de apertura, Cher le hizo un cumplido a Sonny, y Sonny respondió en tono de broma: "¡Eso no fue lo que dijiste en el tribunal!"). A pesar de estas complicaciones, la serie revivió cosechas suficientes para renovarse para una segunda temporada. En este momento, el género del espectáculo de variedades ya estaba en fuerte declive, y Sonny y Cher fueron uno de los pocos programas exitosos del género que permanecieron en el aire en ese momento; la última temporada del programa, que se emitió como reemplazo de mitad de temporada en el invierno de 1977, se trasladó al tragamonedas de la muerte del viernes por la noche, con los últimos episodios quemados en una tragamonedas de lunes por la noche que no suele usarse para comedias o series de variedades que verano.
El elenco de regulares incluía a Ted Zeigler y Billy Van (de Sonny and Cher Comedy Hour), Gailard Sartain, el locutor Jack Harrell (que más tarde se hizo famoso como el locutor de la versión original de The People's Court) y el dúo de mimos Shields y Yarnell. Billy Van dejó el programa durante la Serie 1. Algunos de los invitados que aparecieron en The Sonny and Cher Show incluyeron a Frankie Avalon, Muhammad Ali, Raymond Burr, Ruth Buzzi, Charo, Barbara Eden, Neil Sedaka, Farrah Fawcett, Bob Hope, Don Knotts, Jerry Lewis, Tony Orlando, The Osmonds , Debbie Reynolds, The Smothers Brothers, Tina Turner, Twiggy, The Jacksons, Lynn Anderson y Betty White.